# John Field
John Field (n. 26 iulie 1782, Dublin, Regatul Irlandei – d. 23 ianuarie 1837, Moscova, Imperiul Rus) a fost un pianist, compozitor și profesor irlandez. S-a născut în Dublin într-o familie de muzicieni și a primit educația timpurie acolo, în special cu imigrantul Tommaso Giordani. Familia lui s-a mutat curând la Londra, unde Field a studiat cu Muzio Clementi. Sub tutela lui, Field a devenit repede un pianist celebru și apreciat pentru concertele susținute. Împreună, maestrul și elevul au vizitat Parisul, Viena și Sankt-Petersburg. Ambiguitatea înconjoară decizia lui Field de a rămâne în fosta capitală rusă, dar este probabil ca Field să acționeze ca reprezentant de vânzări pentru pianul lui Clementi. El este cel mai bine cunoscut ca inventatorul nocturnei, dar există dovezi care sugerează că acesta este un premiu de după moartea lui.
Piesele sale au fost foarte apreciate de contemporanii săi, iar concertele și compozițiile sale au influențat mulți compozitori importanți, printre care Frédéric Chopin , Johannes Brahms , Robert Schumann și Franz Liszt. Deși se cunoaște puțin despre activitatea sa din Rusia, el a contribuit, fără îndoială, în mod substanțial la concerte și la predare și la dezvoltarea școlii de pian ruse. 
Printre studenții săi notabili se numără pianistul și compozitorul prusac Charles Mayer.

## Biografie

### 1782-1801: Viața timpurie

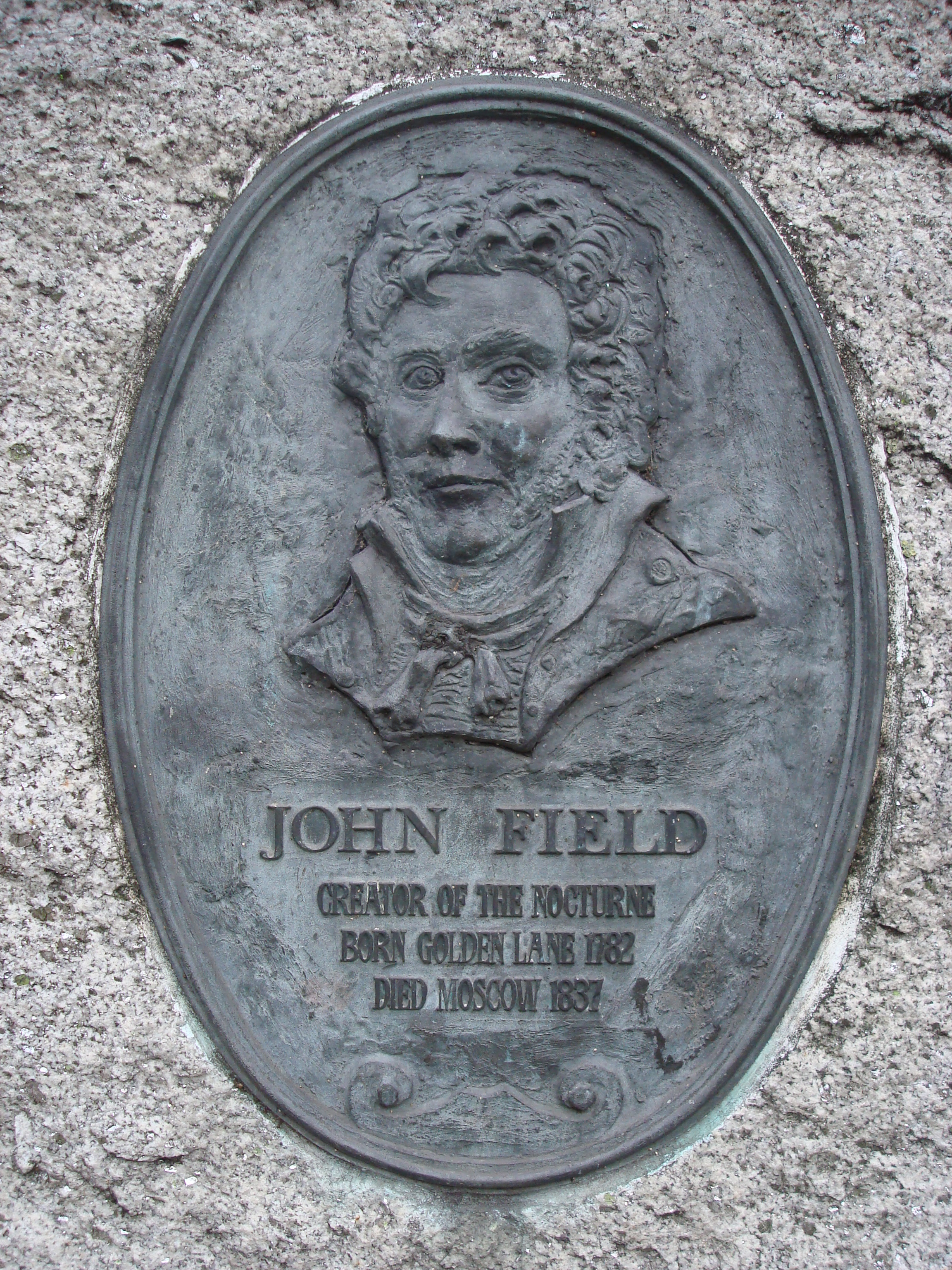
O placă de comemorare a lui John Field în Golden Lane, Dublin.

John Field a fost născut în Golden Lane, Dublin, în 1782, cel mai mare fiu al părinților irlandezi care au fost membri ai Bisericii Irlandei. Tatăl său, Robert Field, și-a câștigat faima cântând la vioară în teatrele din Dublin. Domeniul a studiat prima dată pianul cu bunicul său (numit și John Field), care a fost un organist profesionist și mai târziu cu Tommaso Giordani .  A debutat la vârsta de nouă ani, un spectacol bine primit, la 24 martie 1792, la Dublin.  Potrivit unui biograf timpuriu, WH Grattan Flood , Field a început să compună în Irlanda, dar nu există dovezi care să îi susțină afirmația. Flood a afirmat de asemenea că familia lui Field s-a mutat la Bath, Somerset, în 1793 și a trăit acolo pentru o perioadă scurtă de timp, iar acest lucru este considerat puțin probabil de cercetătorii moderni. Pana la sfarsitul anului 1793, familia lui s-a stabilit în Londra, unde tânărul pianist a inceput să studieze cu Muzio Clementi . Acest aranjament a fost posibil prin tatăl lui Field, care a fost probabil capabil să asigure ucenicia prin intermediul lui Giordani, care îl cunoștea pe Clementi.
Field a continuat să facă spectacole publice și, în curând, a devenit faimos în Londra, atrăgând comentarii favorabile din partea presei și a muzicienilor locali. În jurul anului 1795, interpretarea sa de concert de piana lui Dussek a fost lăudată de Haydn . Field a continuat studiile cu Clementi, ajutându-l și pe italian în realizarea și vânzarea de instrumente. A cântat de asemenea la vioara, pe care l-a studiat cu JP Solomon. Primele sale compoziții publicate au fost publicate de Clementi în 1795; prima lucrare istoric importantă, Concertul de pian nr. 1, H 27, a fost premiered de compozitorul din Londra, la 7 februarie 1799, când avea vârsta de 16 ani. Opusul oficial al lui John a fost un set de trei sonate de pian publicate de Clementi în 1801.

### 1802-1829: Stabilirea în Rusia
În vara anului 1802 Field și Clementi au părăsit Londra și au plecat la Paris pentru afaceri. În curând au călătorit la Viena, unde Field a făcut un curs scurt în contrapunctul lui Johann Georg Albrechtsberger , iar la începutul iernii a sosit la Sankt Petersburg. Domeniul era înclinat să rămână, impresionat de viața artistică a orașului. Clementi a plecat în iunie 1803, dar nu înainte de a-și asigura lui Field un post didactic în Narva și a numit pe tânăr drept adjunct al acestuia, astfel încât Field ar primi taxe la fel de mari. După plecarea lui Clementi, Field avea un sezon de concerte ocupat, în cele din urmă realizând la Societatea Filarmonică din Sankt Petersburg, nou înființată. În 1805, Field s-a angajat într-un turneu de concerte al statelor baltice, care se afla în Sankt Petersburg în timpul verii. În anul următor a dat primul concert la Moscova. Clementi a aranjat publicarea câtorva dintre vechile opere ale lui Field în Rusia la sfârșitul anului 1806; el a vândut, evident, Field un pian în schimbul muzicii. Câmpul s-a întors la Moscova în aprilie 1807 și aparent nu a revăzut Saint Petersburg până în 1811 (dar și-a păstrat apartamentul la Insula Vasilievsky ). În 1810 s-a căsătorit cu Adelaide Percheron, pianistă franceză și fostă elevă.
Până în 1808, aproape toate publicațiile muzicii lui Field erau reeditări ale vechilor opere. În 1808-1809 a început în cele din urmă să publice muzică nou compusă, începând cu variații de pian pe limbile rusă: Air russe varié pentru pian 4 mâini, H 10 și Kamarinskaya pentru pian, H 22. În 1811 compozitorul s-a întors la Saint Petersburg. A petrecut următoarea decadă a vieții sale aici, mai productiv decât oricând, publicând numeroase piese noi și producând ediții corectate ale celor vechi. A reușit să stabilească o colaborare fructuoasă atât cu HJ Dalmas, cel mai proeminent editor rus al vremii, cât și cu Breitkopf & Härtel , una dintre cele mai importante edituri muzicale din Europa. În 1815, John a avut un fiu nelegitim, Leon Charpentier (mai târziuLeon Leonov ), dar a rămas cu soția sa. Aveau un fiu, Adrien, în 1819; Leon va deveni mai târziu un faimos tenor, activ în Rusia, în timp ce Adrien a urmat pașii tatălui său și a devenit pianist. Până în 1819, Field era suficient de bogat pentru a putea refuza poziția de pianist care i-a fost oferită. Stilul său de viață și comportamentul său social au devenit din ce în ce mai extravagante. 
În 1818, Field a revizuit Moscova în afaceri, determinată de colaborarea sa cu editorul Wenzel. El și soția sa au dat o serie de concerte în oraș în 1821, ultimul care a marcat ultima lor apariție în public împreună. Adelaide l-a părăsit pe Field după aceea (luându-l și pe Adrien cu ea) și a încercat o carieră solo, care nu a avut un succes deosebit. Domeniul a rămas la Moscova și a continuat să-și interpreteze și să-și publice muzica. În 1822 sa întâlnit cu Johann Nepomuk Hummel ; cei doi au colaborat la o interpretare a sonatei lui Hummel Sonata pentru Pian 4-mâini, op. 92. 

### 1830-1837: Ultimii ani și moartea
Parțial ca urmare a stilului său de viață extravagant, sănătatea lui Field a început să se deterioreze până la mijlocul anilor 1820. Începând cu anul 1823 aparițiile concertelor sale au început să scadă; până la sfârșitul anilor 1820 suferea de cancer rectal . Domeniul plecat spre Londra pentru a solicita asistență medicală. A sosit în septembrie 1831 și, după o operă, a susținut concerte acolo și în Manchester. A rămas în Anglia ceva timp, întâlnit figuri distinse, cum ar fi Mendelssohn și Moscheles. În martie 1832, fostul său profesor și prieten, Clementi, a murit, iar Field a acționat ca purtător de cuvânt la înmormântarea sa.
În ziua de Crăciun a anului 1832 Field a fost la Paris, desfășurându-și cel de-al 7-lea concert de pian, care a primit o reacție mixtă, la fel ca la concertele sale recente din Anglia. După o serie de concerte în diferite orașe europene, Field a petrecut nouă luni (1834-1835) în Napoli. Patronii săi ruși l-au salvat. A rămas  scurt timp cu Carl Czerny la Viena, unde a dat trei recitale, apoi s-a întors la Moscova împreună cu fiul său, Adrien.
A dat ultimul său concert în martie 1836 și a murit la Moscova aproape un an mai târziu, la 23 ianuarie 1837, de pneumonie. Potrivit unui raport al martorilor oculari, când a fost întrebat pe patul de moarte ce era religia lui, Field a răspuns cu un caracter caracteristic: „Eu nu sunt un calvinist, ci un clavecinist”.  A fost îngropat în cimitirul Vvedenskoyespital.

## Piese
Nimeni nu a ajuns la aceste armonii eoliene vagi, aceste ofrandă semiprelucrată plutea prin aer, plâns încet și dizolvat în melancolie delicioasă. Nimeni nu a încercat nici măcar acest stil ciudat și, în special, nici unul dintre cei care au auzit că Field se joacă pe sine sau, mai degrabă, îl auzea visându-și muzica în momente când sa abandonat în întregime inspirației sale.
- Prefața lui Franz Liszt la ediția nocturnelor lui Field, 1859. 
Field a devenit renumit pentru stilul său post-londonez, probabil dezvoltat la Moscova în jurul anului 1807. Textura caracteristică este cea a unei melodii decorate cromatic, pe părțile mânerului stâng sonor susținute de pedalele sensibile. Field a avut, de asemenea, o afinitate pentru modelele ostinato și punctele de pedalare, destul de neobișnuite pentru stilurile predominante ale zilei. În total, reprezentative ale acestor trăsături sunt cele 18 nocturne ale lui Field și piese asociate, cum ar fi Andante inedit , H 64. Aceste lucrări au fost unele dintre cele mai influente muzici ale perioadei romantice timpurii: ele nu aderă la o schemă strict formală (cum ar fi forma sonată ), și creează o stare fără text sau program .  Aceste piese au fost admirate de 
Frédéric Chopin , care a făcut ulterior faimosul pian nocturne, și Franz Liszt , care a publicat o ediție a nocturnelor bazate pe surse rusești rare care au inclus revizii târzii de către Field. Prefata lui Liszt la această ediție a fost o eulogie extinsă pentru Field și nocturnele sale. 
În mod similar, au fost concertele timpurii ale pianului de la Field, care ocupă un loc central în dezvoltarea genului în secolul al XIX-lea. Deja cea mai timpurie dintre aceste lucrări prezintă o orchestrație competentă și imaginativă și o scriere îndrăzneață, originală a pianului. O trăsătură interesantă a concertelor sale de pian este alegerea lor limitată de chei: toți folosesc la un moment dat (sau ambele, în ultimul caz al concertelor) fie E majoritatea fie C major. Compozitorii precum Hummel, Kalkbrenner și Moscheles au fost influențați de aceste lucrări, care sunt deosebit de notabile pentru mișcările lor centrale, adesea nocturne. Unele dintre lucrările mai puțin cunoscute au fost, de asemenea, importante din punct de vedere istoric: în special fantezii de pian, în care Field a pionierat structura episodică la scară largă romantică. 
Niciunul dintre sonatele sale de pian și doar două dintre cele 7 concerte de pian ale sale nu au o mișcare formală lentă. În performanță, câmpul ar interpola o nocturnă existentă într-o cheie asociată sau ar improviza una. 

## Lista lucrărilor
Această listă este aranjată în conformitate cu numerele Hopkinson, introduse în catalogul lui 1961 de Cecil Hopkinson. Multe dintre aceste lucrări au fost aranjate pentru alte instrumente și (sau) revizuite chiar de către compozitor; astfel de aranjamente și versiuni revizuite nu sunt enumerate.
| Număr   | Opus  | Stil                            | Titlu                                                              | Cheie        | Note     | Referințe | An     |
| ------- | ----- | ------------------------------- | ------------------------------------------------------------------ | ------------ | -------- | --------- | ------ |
| H 1     | –     | Variatie                        | pe "Fal Lal La" pentru pian                                        | A major      | ?        | ?         |        |
| H 2     | –     | Rondo                           | "Favorite Hornpipe" pentru pian                                    | A major      | ?        | ?         |        |
| H 3     | –     | Rondo                           | "Go the devil" pentru pian                                         | C major      | ?        | ?         |        |
| H 4     | –     | Variatie                        | pe "Since then I'm doom'd" pentru pian                             | C major      | ?        | ?         |        |
| H 5     | –     | Rondo                           | "Slave, bear the sparkling goblet" pentru pian                     | –            | [ n 1 ]  | ?         |        |
| H 6     | –     | Rondo                           | "The two slaves dances" pentru pian                                | G major      | ?        | ?         |        |
| H 7     | –     | Variation                       | on "Logie of Buchan" pentru pian                                   | C major      | ?        | ?         |        |
| H 8     | Op. 1 | Sonata                          | Piano Sonata Nr. 1                                                 | E flat major | ?        | ?         |        |
| H 8     | Op. 1 | Sonata                          | Piano Sonata No. 2                                                 | A major      | ?        | ?         |        |
| H 8     | Op. 1 | Sonata                          | Piano Sonata No. 3                                                 | C minor      | ?        | ?         |        |
| H 9     | –     | Concertante                     | "Pleyel's" pentru pian, vioară & violonicel                        | F major      | ?        | ?         |        |
| H 10    | –     | Variație                        | "Air russe" pentr pianu 4 mâini                                    | A minor      | ?        | ?         |        |
| H 11    | –     | –                               | Andante pentru pian 4 mâini                                        | C minor      | ?        | ?         |        |
| H 12    | –     | –                               | "Danse des ours" pentru pian 4 mâini                               | E flat major | ?        | ?         |        |
| H 13    | –     | Nocturnă                        | pentru pian (12)                                                   | E major      | ?        | ?         |        |
| H 14    | –     | Divertisment                    | Nr. 2 pentru pian                                                  | A major      | ?        | ?         |        |
| H 14    | –     | Nocturne                        | pentru pian (7)                                                    | A major      | ?        | ?         |        |
| H 15    | Op. 3 | Fantasia                        | pe "Guardami un poco" pentru pian                                  | A major      | ?        | ?         |        |
| H 16    | –     | Marș                            | pentru pian                                                        | E flat major | ?        | ?         |        |
| H 17    | –     | Sonata                          | pentru pian                                                        | B flat major | ?        | ?         |        |
| H 18    | –     | Rondo                           | pentru pian                                                        | A flat major | ?        | ?         |        |
| H 18    | –     | Waltz                           | pentru pian                                                        | A flat major | ?        | ?         |        |
| H 19    | –     | Grande valse                    | pentru pian 4 mâini                                                | A major      | ?        | ?         |        |
| H 20    | –     | Variație                        | pe "Vive Henry IV" pentru pian                                     | A minor      | ?        | ?         |        |
| H 21    | –     | Poloneză                        | pentru pian                                                        | E flat major | ?        | ?         |        |
| H 22    | –     | Variatie                        | pe "Kamarinskaya" pentru pian                                      | B flat major | ?        | ?         |        |
| H 23    | –     | Rondo                           | "Speed the Plough" pentru pian                                     | B major      | ?        | ?         |        |
| H 24    | –     | Nocturna                        | Nr. 1 pentru pian                                                  | E flat major | ?        | ?         | P 1814 |
| H 25    | –     | Nocturnă                        | Nr. 2 pentru pian                                                  | C minor      | ?        | ?         | P 1814 |
| H 26    | –     | Nocturnă                        | Nr. 3 pentru pian                                                  | A flat major | ?        | ?         | P 1814 |
| H 27    | –     | Concert de pian                 | No. 1                                                              | E flat major | [ n 2 ]  | ?         |        |
| H 27    | –     | Rondo                           | de la Concertul de pian No. 1                                      | E flat major | [ n 2 ]  | ?         |        |
| H 27    | –     | Variatie                        | pe "Within a mile" pentru pian                                     | B flat major | [ n 2 ]  | ?         |        |
| H 28    | –     | Concert pentru pian             | Nr. 4                                                              | E flat major | [ n 3 ]  | ?         |        |
| H 28    | –     | Rondo                           | de la Concertul de pian No. 4                                      | E flat major | [ n 3 ]  | ?         |        |
| H 29    | –     | Rondo                           | de la Concertul de pian Nr. 3                                      | E flat major | ?        | ?         |        |
| H 30    | –     | Nocturnă                        | No. 9 (8) pentru pian                                              | E flat major | ?        | ?         |        |
| H 31    | –     | Concertcpentru pian             | No. 2                                                              | A flat       | ?        | ?         |        |
| H 31    | –     | Poco adagio                     | de la Concertul de pian Nr. 2                                      | E flat major | ?        | ?         |        |
| H 31    | –     | Rondo                           | de la Concertul de pia Nr. 2                                       | A flat major | ?        | ?         |        |
| H 32    | –     | Concertul de pian               | Nr. 3                                                              | E flat major | [ n 4 ]  | ?         |        |
| H 33    | –     | Etuză                           | "Exercice modulé sur tous les tons majeurs et mineurs" pentru pian | –            | ?        | ?         |        |
| H 34    | –     | quintet pentru pian             | –                                                                  | A flat major | ?        | ?         |        |
| H 35    | –     | Fantasia                        | pe "Ah! quel dommage" pentru pian                                  | G major      | ?        | ?         |        |
| H 36    | –     | Nocturnă                        | Nr. 4 pentru pian                                                  | A major      | ?        | ?         | P 1817 |
| H 37    | –     | Nocturnă                        | Nr. 5 pentru pian                                                  | B flat major | ?        | ?         | P 1817 |
| H 38    | –     | Rondo                           | pentru pian                                                        | A major      | ?        | ?         |        |
| H 39    | –     | Concertul ee pian               | Nr. 5 "L'incendie par l'orage"                                     | C major      | [ n 5 ]  | ?         |        |
| H 39    | –     | Rondo                           | de la Concertul de pian Nr. 5                                      | C major      | [ n 5 ]  | ?         |        |
| H 40    | –     | Nocturnă                        | Nr. 6 pentru pian                                                  | F major      | ?        | ?         |        |
| H 41    | –     | Variatie                        | pe "Vo sadu li, v ogorode" pentru pian                             | D minor      | ?        | ?         |        |
| H 42    | –     | Dans                            | pentru pian                                                        | –            | ?        | ?         |        |
| H 43    | –     | Rondo                           | pentru pian 4 mâini                                                | G major      | ?        | ?         |        |
| H 44    | –     | Etuză                           | "Exercice nouveau" Ne. 1 pentru pian                               | C major      | ?        | ?         |        |
| H 45    | –     | Nocturnă                        | Nr. 7 (13) pentru pian                                             | C major      | ?        | ?         |        |
| H 46    | –     | Nocturnă                        | Nr. 8 (9) pentru pian                                              | E minor      | ?        | ?         |        |
| H 47    | –     | –                               | "The Maid of Valdarno"                                             | –            | [ n 6 ]  | ?         |        |
| H 48    | –     | –                               | "Exercice nouveau" Nr. 2 pentru pian                               | C major      | ?        | ?         |        |
| H 49    | –     | Concertul pentru pian           | Nr. 6                                                              | C major      | [ n 7 ]  | ?         |        |
| H 49    | –     | Rondo                           | Nr.6 de la Concertul pentru pian                                   | C major      | ?        | ?         |        |
| H 50    | –     | –                               | 2 piese                                                            | –            | ?        | ?         |        |
| H 51    | –     | Vals                            | "Sehnsuchts-Walzer" pentru pian                                    | E major      | ?        | ?         |        |
| H 52    | –     | Rondo                           | pentru pian                                                        | E flat major | ?        | ?         |        |
| H 53    | –     | Rondo                           | "Come again, come again" pentru pian                               | E major      | ?        | ?         |        |
| H 54    | –     | Nocturnă                        | Nr. 10 pentru pian                                                 | E major      | ?        | ?         |        |
| H 55    | –     | Nocturnă                        | "Le troubadour" pentru pian                                        | C major      | ?        | ?         |        |
| H 56    | –     | Nocturna                        | Nr. 11 pentru pian                                                 | E flat major | ?        | ?         |        |
| H 57    | –     | Fantasia                        | ep "We met" pentru pian                                            | G major      | ?        | ?         |        |
| H 58    | –     | Nocturnă                        | Nr. 12 (14) for piano                                              | G major      | [ n 8 ]  | ?         |        |
| H 58    | –     | Concertul pentru pian           | No. 7                                                              | C minor      | [ n 8 ]  | ?         |        |
| H 59    | –     | Nocturnă                        | Nr. 13 (15) pentru pian                                            | D minor      | ?        | ?         |        |
| H 60    | –     | Nocturnă                        | Nr. 14 (16) pentru pian                                            | C major      | ?        | ?         |        |
| H 61    | –     | Nocturnă                        | Nr. 15 (17) pentru pian                                            | C major      | ?        | ?         |        |
| H 62    | –     | Nocturnă                        | Nr. 16 (18) pentru pian                                            | F major      | ?        | ?         |        |
| H 63    | –     | Nocturnă                        | – pentru pian                                                      | B flat major | ?        | ?         |        |
| H 64    | –     | Glossary of musical terminology | pentru pian                                                        | E flat major | ?        | ?         |        |
| H 65    | –     | Pastorala                       | pentru pian                                                        | –            | [ n 9 ]  | ?         |        |
| H 66    | –     | Nocturnă                        | "Dernière pensée" pentru pian                                      | –            | [ n 10 ] | ?         |        |
| H 67    | –     | –                               | "88 passages doigtés" pentru pian                                  | –            | [ n 11 ] | ?         |        |
| H deest | –     | Etuză                           | "Exercice" pentru pian                                             | A flat major | ?        | ?         |        |
| H deest | –     | Fantasia                        | pe "Dans le jardin" pentru pian                                    | A minor      | ?        | ?         |        |
| H deest | –     | Largo                           | for piano                                                          | C minor      | ?        | ?         |        |
| H deest | –     | Preludiu                        | pentru pian                                                        | C minor      | ?        | ?         |        |